# Marco Di Tillo
Marco Di Tillo (* 1951 in Rom) ist ein italienischer Autor, Schriftsteller und Filmregisseur.

## Leben
Di Tillo hat einen Abschluss in Psychologie und begeisterte sich schon früh für Comics; auch seine Diplomarbeit behandelte diese Kunstform. In zahlreichen Publikationen schrieb er über oder für die „Fumetti“, deren italienische Version. Di Tillo verfasste Stücke für das Radio (ab 1978) und seit 1983 für das Fernsehen (darunter „Forte fortissimo“ für die Radiotelevisione Italiana und „Zap Zap“ für TMC Monte Carlo). 1988 inszenierte er für das Kino den Giallo Operazione pappagallo und debütierte 1994 mit dem für Kinder verfassten Il giovane cavaliere als Romancier. Bis 2010 erschienen fünf weitere Romane. 2000 hatte Di Tillo mit Un anno in campagna nochmals für das Kino gearbeitet.

## Filmografie
- 1988: Operazione pappagallo
- 2000: Un anno in campagna

## Romane
- Il giovane Cavaliere; Tre ragazzi ed il sultano; Mamma Natale; Mamma Natale e i pirati; Rome for Two; Walkin' Rome